# Stara Synagoga w Wieluniu
Synagoga w Wieluniu – nieistniejąca synagoga znajdująca się w Wieluniu przy ulicy Żołnierskiej (obecnie Sienkiewicza).
Synagoga została utworzona na początku XIX wieku w osiemnastowiecznej kamieniczce, zlokalizowanej na zakupionej od pijarów działce znajdującej się pomiędzy murami obronnymi a plebanią kościoła św Michała. Już w 1833 roku gmina żydowska prowadziła starania, by w miejscu istniejącej wybudować większą nową świątynię. Spotkało się to ze sprzeciwem kleru, który argumentował swoje stanowisko bliskim sąsiedztwem kościoła św Michała. Pozwolenie wydano dopiero w 1840 roku, gdy z przyczyn technicznych zamknięto starą synagogę. W 1840 rozpoczęto także wznoszenie Nowej Synagogi.